# Arturo Araujo
Arturo Araujo (ur. 1878, zm. 1967) – inżynier i polityk salwadorski, utworzony przez niego rząd został obalony w wyniku wojskowego zamachu stanu.
Przywódca Partii Pracy (Partido Laborista) popieranej przez studentów, robotników i PCS. Po zwycięstwie w wyborach w 1931 zorganizowanych przez prezydenta Pío Romero Bosque, stanął na czele rządu, który ustanowił swobody obywatelskie i zalegalizował PCS. Kryzys światowy w tym spadek cen kawy wywołał niepokoje, na skutek których jego rząd został obalony przez grupę młodych wojskowych, inspirowanych przez gen. Maximiliano Martíneza. Araujo wraz z rządem schronił się w Gwatemali.